# Ommatius gladiatus
Ommatius gladiatus là một loài ruồi trong họ Asilidae. Ommatius gladiatus được Scarbrough miêu tả năm 2002. Loài này phân bố ở vùng Tân nhiệt đới.